# Bertrand Ramcharan
Bertrand G. Ramcharan est un ancien Haut commissaire aux droits de l'Homme par intérim. Au cours de ses trois décennies aux Nations Unies, Bertrand Ramcharan exerce au Centre des droits de l'homme en tant qu'assistant spécial du Directeur, en tant que principal rédacteur de discours du Secrétaire général, en tant que Directeur du Bureau du Représentant spécial du Secrétaire général dans la Force de protection des Nations unies , en tant que Directeur de la Conférence internationale sur la Yougoslavie, en tant que conseiller politique des négociateurs de paix dans le conflit yougoslave, et en tant que Directeur au Département politique des Nations Unies, se concentrant sur les conflits en Afrique. Avocat de Lincoln's Inn, avec un doctorat en droit international de la London School of Economics and Political Science obtenu en 1973, Bertand Ramcharan est professeur adjoint de droit international des droits de l'homme à l'Université Columbia. Il détient le Diplôme de droit international de l'Académie de droit international de La Haye, où il est également Directeur d'études. ll est président d'UPR Info de 2011 à 2014.

## Biographie
Bertrand Ramcharan rejoint le barreau du Guyana en 1969.
Il est professeur de droit international des droits de l'homme à l'Institut de hautes études internationales et du développement.
Il est un temps fellow à la John F. Kennedy School of Government, de l’université d’Harvard.
Il est le septième chancelier de l'Université du Guyana,,.
Tandis que Bertrand Ramcharan est Haut commissariat aux droits de l’Homme, il est chargé d’annoncer la création d’une commission d’enquête indépendante sur les exactions commises pendant les manifestations des 25 et 26 mars 2004 en Côte d’Ivoire.
En janvier 2011, il est élu président d’UPR Info pour deux ans. Il occupe cette fonction jusqu’à sa succession par Miloon Kotharien en 2014 .